# Ah Suytok Tutul Xiu
Ah Suytok Tutul Xiu o Ah Zuytok Tutul Xiu fue el líder espiritual de la tribu maya de los tutul xiúes, fundador de la ciudad de Uxmal en el siglo VII.  Probablemente procedente de la Altiplanicie Mexicana, también se le conoce por su apodo o coco kaba "Hun Uitzil Chaac" (del idioma maya: Hun Uitzil Chaac ‘la única montaña de Chac’). 
En el Chilam Balam de Tizimín, se describe que Ah Zuytok Tutul Xiu fundó la ciudad de Uxmal en el Katún 10 Ahau, sin embargo el Chilam Balam de Maní describe el mismo hecho en el Katún 2 Ahau.  De cualquier forma es a este personaje a quien se le atribuyó la fundación de la ciudad.
Tres siglos más tarde la casa sacerdotal de los tutul xiúes de Uxmal formó parte de la Liga de Mayapán. Conforme al Museo Peabody de Arqueología y Etnología afiliado a la Universidad de Harvard (Peabody Museum of Archaeology and Ethnology),  los conquistadores españoles llegaron a la península de Yucatán cinco generaciones después de la muerte de Ah Suytok Tutul Xiu.